# 沃洛达尔斯基区
沃洛达尔斯基区（俄语：Володарский район）是俄罗斯联邦阿斯特拉罕州下辖的一个区，其行政中心为沃洛达尔斯基。据2015年统计，该区的人口为48080人。